# 26919 Shoichimiyata
26919 Shoichimiyata este un asteroid din centura principală de asteroizi.

## Descriere
26919 Shoichimiyata este un asteroid din centura principală de asteroizi. A fost descoperit pe 3 septembrie 1996 la Nanyo de Tomimaru Okuni. Asteroidul prezintă o orbită caracterizată de o semiaxă mare de 3,14 ua, o excentricitate de 0,11 și o înclinație de 7,6° în raport cu ecliptica.